# Kophobelemnon molanderi
Kophobelemnon molanderi is een Pennatulaceasoort uit de familie van de Kophobelemnidae. De wetenschappelijke naam van de soort is voor het eerst geldig gepubliceerd in 1975 door Pasternak.